# تسیبرمانوو
تسیبرمانوو (به لاتین: Tsibermanovo) یک منطقهٔ مسکونی در روسیه است که در سرزمین آلتای واقع شده‌است.